# کاتسومی کاوانو
کاتسومی کاوانو (انگلیسی: Katsumi Kawano؛ زادهٔ ۲۸ ژوئیهٔ ۱۹۶۵) بازیکن والیبال اهل ژاپن بود.
از باشگاه‌هایی که در آن بازی کرده‌است می‌توان به سانتوری سان‌بردز اشاره کرد.